# 田鸡腿

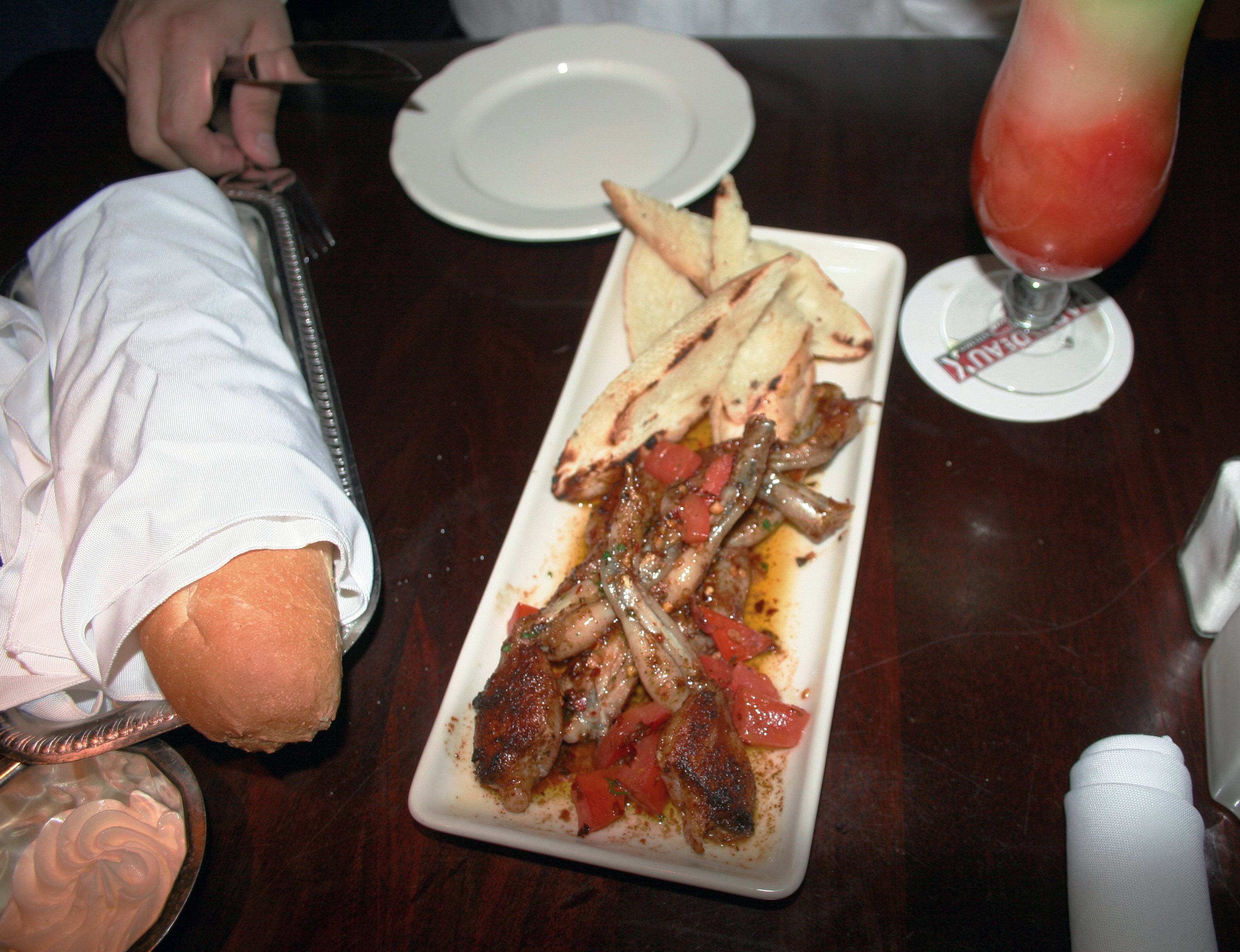
美國法餐館中的法式炸青蛙腿

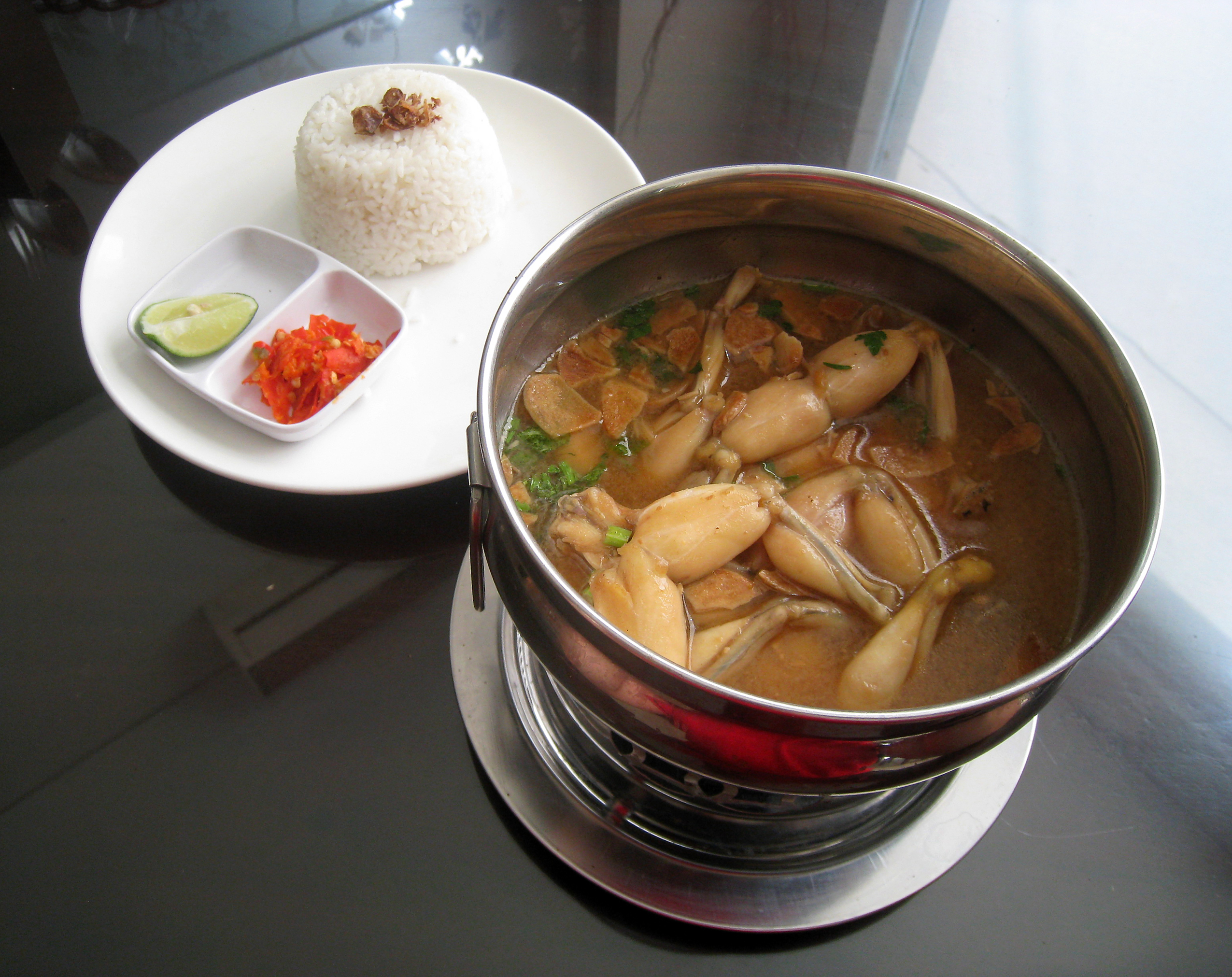
印度尼西亞的華人餐廳所製作的蔥油牛蛙腿鍋，配上白飯和小菜變成套餐

田雞腿（法語：Cuisses de grenouille），又稱青蛙腿、牛蛙腿，是一道以蛙类的腿部製作而成的菜，常见於法国菜、中国菜和非洲菜中，另外於加勒比海地区、波兰、美国的部分地区也有食用習慣。
法國人會把整隻青蛙放入油锅里炸，加上盐后就可以吃了，更精緻的做法還會再配上特殊醬汁。但法国人只吃青蛙腿，其它的部份會直接丟棄。法式青蛙腿香脆可口，在法國的一些高緯度的地区，炸青蛙腿一般於冬天食用，因為而這時候法國青蛙處於冬眠狀態中，非常便於捕捉。
中国南方地区的人称青蛙为田鸡，其味道像雞肉，是間於雞肉和魚肉之間的口感。中式烹調法則有炒、炆、煮湯等，做法比法式的要複雜許多。由于中國常用比青蛙个头大的牛蛙，在摘掉牛蛙腿後，牛蛙的剩餘部份不會扔掉，而是留下作其它的菜。
这道菜也是非洲小国加蓬的国宴。

## 外部連結
- 维基共享资源上的相關多媒體資源：田鸡腿